# Râul Cunene
Râul Cunene (denumirea sa angoleză) sau Kunene (denumirea sa namibiană) este un râu în partea sudică a Africii. Izvorăște din zonele înalte ale Angolei, de unde se recurbează spre sud, iar până la vărsarea în Oceanul Atlantic, formează hotarul natural dintre Angola și Namibia. Are o lungime totală de 1.050 km și suprafața bazinului hidrografic de 106.560 km2. Pe râu se găsesc Cascada Epupa, Barajul Calueque și Barajul Olushandja.